# بیوو میل (سنت لوئیس)
بیوو میل (به انگلیسی: Bevo Mill) یک محله در ایالات متحده آمریکا است که در سنت لوئیس، میزوری واقع شده‌است. بیوو میل ۱۱٬۹۴۱ نفر جمعیت دارد.

## موقعیت و جمعیت
محله بیوو میل مستقیماً در غرب محله داچ تاون قرار دارد که مرکز اصلی سکونتگاه آلمانی‌ها در سنت لوئیس در اواسط قرن نوزدهم بود. پس از کاهش قابل توجه جمعیت در اواخر قرن بیستم، این محله در دهه ۱۹۹۰ توسط مهاجرانی که از جنگ ویرانگر در بوسنی و هرزگوین و کرواسی فرار کردند، احیا شد.